# (35262) 1996 NA2
1996 NA2 (asteroide 35262) é um asteroide da cintura principal. Possui uma excentricidade de 0.11903510 e uma inclinação de 6.42382º.
Este asteroide foi descoberto no dia 15 de julho de 1996 por NEAT em Haleakala.